# 韓國新人王戰
Mezzion盃新人王戰是韓国的圍棋新銳比賽。主辦單位為韓國棋院與韓國圍棋TV，協辦為Mezzion。冠軍800萬韓元，亞軍300萬韓元。

## BC信用卡盃職業棋戰
BC信用卡杯新人王戰是韓国圍棋比賽。1991年創設。主辦單位1-16屆為首爾體育，第17屆為首爾新聞，協辦單位是BC信用卡。原本名稱為BC信用卡杯戰，後來改為限制比賽，更名為BC信用卡杯新人王戰。第1屆是三場決勝負
1. 1991年 曹薰鉉 2-0 金熙中
2. 1992年 李昌鎬 2-1 曹薰鉉
3. 1993年 李昌鎬 3-0 曹薰鉉
4. 1994年 李昌鎬 3-0 劉昌赫
5. 1995年 李昌鎬 3-0 曹薰鉉
6. 1996年 曹薰鉉 3-0 李昌鎬
7. 1997年 李昌鎬 3-1 曹薰鉉

## BC信用卡盃新人王戰
8. 1998年 睦鎮碩 2-0 金民完
9. 1999年 金萬樹 2-0 金民完
10. 2000年 李相勳 2-0 韓鐘振
11. 2001年 趙漢乘 2-0 元晟湊
12. 2002年 李世乭 2-1 金民完
13. 2003年 宋泰坤 2-0 李映九
14. 2004年 安祚永 2-1 李映九
15. 2005年 朴永訓 2-1 金東熙
16. 2006年 許映皓 2-0 元晟湊
17. 2007年 元晟溱 2-1 白洪淅
18. 2008年 金起用 2-0 金昇宰

## KC&A盃新人王戰
1. 2011年 姜儒澤 2-0 李東勳

## Mezzion盃新人王戰
1. 2013年 卞相壹 1-0 李東勳
2. 2014年 卞相壹 2-1 閔詳然
3. 2015年 申真諝 2-1 金真輝
4. 2016年 申旻埈 2-1 朴河旼

## 外部連結
- Mezzion盃新人王戰歷屆結果_韓國棋院官網
- KC&A盃新人王戰歷屆結果_韓國棋院官網